# Kruszenica
Kruszenica [pronunciación en polaco: /kruʂɛˈnit͡sa/] es un pueblo situado en el municipio (gmina) de Raciąż, en el distrito de Płońsk, voivodato de Mazovia, Polonia. Según el censo de 2021, tiene una población de 45 habitantes.
Está situada aproximadamente 10 kilómetros al este de Raciąż, 19 kilómetros al noroeste de Płońsk y 81 kilómetros al noroeste de Varsovia.